# Lijst van Oostenrijkse historische motorfietsmerken
Lijst van Oostenrijkse historische motorfietsmerken zonder eigen artikel

### Alfa-Gnom
Zie FAR

### Alko
Alko is een historisch merk van motorfietsen. Het was een Oostenrijks merk dat van 1927 tot 1930 motorfietsen maakte met JAP- en MAG-kop- en zijklepmotoren van 490 tot 996 cc. De zwaardere modellen waren - uiteraard - V-twins.

### Austro-ILO
Austro-ILO is een historisch motorfietsmerk uit Oostenrijk, gebouwd door
Temple & Co., in Wenen. Deze fabriek produceerde in 1938 enkele motorfietsen met een ILO-motor van 120 cc. Door de Duitse bezetting in hetzelfde jaar kwam er een eind aan de productie.

### Bison
Bison Motorradfabrik GmbH (Liesing bei Wien, 1924-1926) is een historisch Oostenrijks merk van motorfietsen. De fabriek maakte motorfietsen met 298cc-tweecilinderboxermotoren van Bosch-Douglas en later BMW-blokken van 492 en 678 cc. Er werden ook 750cc-boxers van Coventry Victor toegepast.

### Bree
Bree is een historisch Oostenrijks merk van motorfietsen, die van 1902 tot 1904 werden geproduceerd bij Motorenbau Theodor Brée, Wenen. Het was indertijd een Oostenrijk-Hongaars merk dat motorfietsen met een eigen 1½pk-eencilindertweetaktmotor produceerde.

### Cless & Plessing
Cless & Plessing is een historisch merk van motorfietsen. Fahrrad & Motoren-Werke Cless & Plessing in Graz was verbonden met Puch en produceerde van 1903 tot 1906 motorfietsen met eencilinders van 2¾ en 3½ pk en V-twins van 5 pk.

### Ehrenpreis
Ehrenpreis was een Oostenrijks bedrijf dat in elk geval tussen 1910 en 1912 hulpmotortjes maakte en zelfs naar Rusland exporteerde.

### EM
EM is een historisch merk van motorfietsen. EM was een Oostenrijks merk dat goede 500cc-eencilinders bouwde met kopklepmotoren van MAG. De productie bleef echter beperkt.

### Err-Zett
Err-Zett is een historisch klein Oostenrijks merk van motorfietsen. De motoren werden geproduceerd door Ottomar Rosenkranz te Wenen. Het merk was alleen actief in 1938, toen een beperkte oplage motorfietsjes met 98cc-Sachs- en ILO-blokjes werd gebouwd.

### FAR
FAR is een historisch motorfietsmerk. FAR stond voor: Franz & Anton Rumpler, Motorradfabrik, Wiener Neustadt (1924 - 1928). Oostenrijks motormerk dat tussen 1926 en 1928 een klein aantal motorfietsen met een eigen 598cc-kopklepmotor bouwde met als merknaam Alfa-Gnom. Onder de naam FAR werden tussen 1924 en 1927 JAP-motoren van 346 en 496 cc ingebouwd.

### Force
Force is een historisch merk van motorfietsen, geproduceerd door: Eduard Huber, Motorradbau, Wenen in 1925 en 1926. Dit was een klein Oostenrijks motormerk, dat eigen 349cc-tweetaktmotoren bouwde.

### HMK
HMK is een historisch merk van motorfietsen. HMK motorräder, Wenen (1937 - 1948). Oostenrijks merk dat een kleine oplage motorfietsen van 246 tot 594 cc met JAP-eencilindermotoren produceerde.

### Kosty
De Kosty was een Oostenrijkse scooter van de firma Johann Kotteletzky die in 1954 op de markt kwam. De constructeur was ingenieur Kaulsa, die ook de Lohuer-scooter ontworpen had. Kosty gebruikte een Rotax-tweetaktmotor van 98 cc.

### Lohuer
De Lohuer was een Oostenrijkse scooter, waarschijnlijk uit de jaren vijftig, waarvan alleen bekend is dat deze ontworpen was door ingenieur Kaulsa, die ook voor Kosty werkte.

### Monthlery
Monthlery is een klein Oostenrijks historisch merk dat van 1926 tot 1928 motorfietsen met 346cc-JAP-zij- en kopklepmotoren maakte. De bedrijfsnaam was "Motorradbau Leopold Sykora, Wenen".

### Müller
Müller is een historisch merk van motorfietsen, geproduceerd door Motorradfabrik H. Müller junior, Wenen van 1924 tot 1926. Dit was een Oostenrijkse fabriek die lichte motorfietsen met een eigen 183cc-kamzuigertweetaktmotor bouwde. Er was nog een merk met deze naam, zie Moto Müller.

### Persch
Persch is een historisch merk van motorfietsen. Persch motoren-Gesellschaft mbH in Graz produceerde van 1922 tot 1925 een clip-on motor van 110 cc, die ook compleet met fietsframe geleverd kon worden.

### Rolly
Rolly is een historisch merk van scooters. Vanaf 1949 werden onder deze naam in Oostenrijk scooters gemaakt. Volgens ingewijden was dit een lelijke versie van de Italiaanse Vespa. De Rolly scooter was ontwikkeld door Richard Schäfer in Osnabrück en had een Sachs 98cc-tweetaktmotor.

### RWC
RWC is een historisch merk van motorfietsen die werden gemaakt door Fahrradfabrik Franz Tresnak, St. Christophen beu Neulengbach. Dit was een Oostenrijks merk dat vanaf 1949 lichte motorfietsen met Rotax-Sachs-tweetaktmotoren van 98 cc bouwde. Rond 1958 werd de productie beëindigd.

### W&W
W&W is een historisch merk van motorfietsen. W&W stond voor: Motorradfabrik J. Wild & K. Wildberger, Wenen. Oostenrijks merk dat van 1925 tot 1927 498cc-eencilinders en 746cc- en 996cc-V-twins met MAG-kop/zijklepmotoren maakte.

### Wespe
Wespe is een historisch merk van motorfietsen geproduceerd in 1937 en 1938 door Thos. G. Harbourn in Wenen. Oorspronkelijk was dit de Oostenrijkse importeur van Triumph en Villiers. Ook de 123cc-Wespe had een Villiers-blokje, maar door de oorlogsdreiging in die tijd werden er maar weinig gemaakt.